# بلانش كورنوال
بلانش كورنوال (بالإنجليزية: Blanche Cornwall)‏ هي ممثلة أمريكية، ولدت في 24 أبريل 1868 في نيويورك في الولايات المتحدة، وتوفيت في 20 ديسمبر 1918.

## وصلات خارجية
- بلانش كورنوال على موقع IMDb (الإنجليزية)
- بلانش كورنوال على موقع قاعدة بيانات الفيلم (الإنجليزية)